# Арио Сурьо
Арио Сурьо (нидерл. Ario Soerjo; 9 июля 1898, Магетан, Восточная Ява, Голландская Ост-Индия — 10 ноября 1948, Восточная Ява) — индонезийский государственный деятель, первый губернатор Восточной Явы (1945—1948), председатель Верховного консультативного совета Индонезии (1948), политик. Национальный герой Индонезии.
В 1938—1943 годах был руководителем регентства (кабупатен) Магетан провинции Восточная Ява, затем — регентства Божоногоро. Член Исследовательского комитета по подготовке индонезийской независимости.
Во время Войны за независимость Индонезии, в ходе боёв между ополчением индонезийского националистического движения и британскими войсками, в октябре 1945 года заключил в Сурабае соглашение о прекращении огня с командующим британскими войсками бригадным генералом Обертеном Маллаби. Однако в конце октября в Сурабае вновь вспыхнули бои с англичанами. Президент Сукарно решил приехать в Сурабаю, чтобы примирить две стороны. О согласованном перемирии не было известно многим частям местного народного ополчения. В результате произошла перестрелка, в которой погиб генерал О. Маллаби. Это возмутило британские войска. Командующий английскими войсками генерал Мансерг поставил жителям Сурабаи ультиматум с требованием сдать всё оружие к 9 ноября 1945 года под угрозой уничтожения города.
Отвечая на ультиматум, президент Сукарно оставил решение на правительство Восточной Явы. Губернатор Сурьо твёрдо заявил, что будет бороться с британцами до конца.
В результате боевые действия в Сурабае возобновились с небывалым до того ожесточением. В течение трех недель город был почти полностью разрушен. Губернатор Сурьо покинул Сурабаю одним из последних, после чего сформировал городскую администрацию «в изгнании» на территории Моджокерто.
9 ноября 1948 года автомобиль, в котором Арио Сурьо ехал в сопровождении двух полицейских, был перехвачен сторонниками Компартии Индонезии, после чего они были убиты.

## Память
- В память о его заслугах в Нгави установлен памятник.
- Объявлен Национальным героем Индонезии.